# استان فروانیه
استان فَروانیه (به عربی: محافظة الفروانیة) نام یکی از استان‌های شش‌گانه کشور کویت است که نام مرکز آن هم فروانیه است. استان فروانیه در سال ۱۹۸۸ میلادی تشکیل شد.
فرودگاه بین‌المللی کویت از نقاط مهم این استان است.

## تاریخچه
روستای فروانیه از سالها پیش وجود داشته‌است.
این روستا تا اوایل دهه ۱۹۴۰ میلادی به نام مطلع عیاض معروف بود.
در آن زمان گِلکارها از جایی که امروزه «کمربند سبز» نامیده می‌شود برای بهره‌گیری از گِل و گچ به مطلع عیاض آمدند. مدتی بعد، پس از رفتن ایشان چاله‌های زیادی در زمین بجا مانده بود که بسیاری به حالت سوخته بودند به این خاطر به این محل نام «دوغه» داده شد.
در سال ۱۹۶۲ پس از اقامت سرور بن فروان، یکی از پیروان شیخ احمد الجابر الصباح، در نزدیکی مسجد ابوشیتان در روستا دوغه، نام این روستا عوض شده و فروانیه نامیده شد.

## جمعیت
جمعیت استان فروانیه در سال ۱۹۵۷ برابر با ۸۴۷ نفر بود، در ۱۹۷۰به ۳۷٬۲۴۳ نفر افزایش یافت و در سال ۱۹۸۵ برابر با ۶۸٬۷۰۱ نفر بود.

### شهر‌ها
این استان از ۱۹ شهر به نامهای زیر تشکیل شده‌است:
| - ابرق خیطان - اشبیلیه - اندلس - جلیب الشیوخ - خیطان - رابیه - رحاب - ری صناعیه - رِقَعی - شدادیه | - صباح الناصر - ضاحیة صباح الناصر - ضاحیة عبدالله المبارک - ضجیج - عارضیه - عارضیه صناعیه - عُمَریه - فردوس - فروانیه |  |